# Алашаркој (Османгази)
Алашаркој је насеље у округу Османгази у провинцији Бурса.

## Популација
| Подаци о становништву суседства по годинама | Подаци о становништву суседства по годинама | Подаци о становништву суседства по годинама |
| ------------------------------------------- | ------------------------------------------- | ------------------------------------------- |
| 2019                                        | 1,865                                       |                                             |
| 2018                                        | 1,829                                       |                                             |
| 2017                                        | 1786                                        |                                             |
| 2016                                        | 2,038                                       |                                             |
| 2015                                        | 2,299                                       |                                             |
| 2014                                        | 2.167                                       |                                             |
| 2013                                        | 2,326                                       |                                             |
| 2012                                        | 1,575                                       |                                             |
| 2011                                        | 1,540                                       |                                             |
| 2010                                        | 1,522                                       |                                             |
| 2009                                        | 1,500                                       |                                             |
| 2008                                        | 1,452                                       |                                             |
| 2007                                        | 1,359                                       |                                             |